# Olivette Bice
Olivette Bice (geborene Daruhi, * 12. Mai 1968 auf Espiritu Santo) ist eine ehemalige Sprinterin aus Vanuatu.

## Karriere
Bice war die erste weibliche Teilnehmerin an den Olympischen Sommerspielen ihres Landes, als sie 1988 an den Olympischen Sommerspielen in Seoul teilnahm. Im 100-Meter-Lauf lief sie 13 Sekunden und belegte in ihrem Lauf den siebten von acht Plätzen, so dass sie sich nicht für die nächste Runde qualifizierte; sie lief auch im 200-Meter-Lauf und belegte in ihrem Lauf den fünften von sieben Plätzen, so dass sie sich ebenfalls nicht für die nächste Runde qualifizierte. Sie war außerdem in diesem Jahr die Flaggenträgerin für Vanuatu.